# Taraxacum atrans
Taraxacum atrans ist eine Art der Gattung Taraxacum aus der Familie der Korbblütler (Asteraceae). Das Artepitheton atrans bedeutet „dunkler werden“.

## Beschreibung

### Vegetative Merkmale
Taraxacum atrans ist eine terrestrische, mehrjährige, 6–10 cm hohe krautige Pflanze mit dünnen Wurzeln. Die rosettenbildenden, unbehaarten, lanzettlichen, ungeteilten Blätter mit unbehaarten, hellgrünen, geflügelten oder ungeflügelten Blattstielen sind 2–8 cm lang und 3–12 mm breit.

### Generative Merkmale
Die einzelnen bis wenigen Blütenstände haben braune bis grüne Stiele mit arachnoiden Haaren unterhalb des Köpfchens. Die Stiele sind fast so lang wie die Blätter. Das gelbe Köpfchen ist 1,5–2 cm breit. Die Blüten sind hellgelb. Pollen wird selten produziert, aber wenn vorhanden, sind die Körner unregelmäßig groß. Die Achänen sind gelblich-braun gefärbt. Der gelblich-weiße Pappus ist 5,5–6 mm lang.

## Taxonomie
Taraxacum atrans wurde 1964 von Boris Konstantinovich Schischkin erstbeschrieben. Die Art hat ein Synonym: Taraxacum pamiricum Schischk. Es wurde jedoch angemerkt, dass es schwierig ist, Taraxacum atrans mit anderen Taxa zu vergleichen, da das Typusexemplar keine Achänen aufweist und sich die Beschreibung der Achänen in der Erstbeschreibung möglicherweise auf unreife Achänen oder auf Achänen einer anderen Art bezieht.

## Verbreitung und Lebensraum
Taraxacum atrans ist in Kasachstan, Kirgisistan, der Mongolei, Tadschikistan, Pakistan und Indien heimisch und kommt dort auf alpinen Weiden, steinigen Hängen, Kiesbänken und alpinen Salzwiesen vor.